# Dilar dongchuanus
Dilar dongchuanus är en insektsart som beskrevs av C.-k. Yang 1986. Dilar dongchuanus ingår i släktet Dilar och familjen Dilaridae. Inga underarter finns listade i Catalogue of Life.